# Corvallis (Oregón)
Corvallis es una ciudad en el centro oeste de Oregón, Estados Unidos. Es la sede del condado de Benton. En el año 2013 tenía una población de 55.298 habitantes y una densidad poblacional de 3,854.4 personas por km².

## Historia
En 1845, Joseph C. Avery llegó a la zona desde Illinois. En 1849, Avery abrió una tienda en el lugar, labró la tierra y le puso el nombre de Marysville a la comunidad. 
En 1853, la Asamblea Legislativa cambió el nombre a Corvallis, que en latín, significa "corazón del valle." Corvallis fue incorporada como ciudad el 29 de enero de 1857, sirvió brevemente como la capital del territorio de Oregón en 1855 antes de que Salem fue finalmente seleccionada como la sede permanente del gobierno del estado.

## Geografía
Corvallis se encuentra ubicada en las coordenadas 44°34′14.81″N 123°16′33.59″O / 44.5707806, -123.2759972.

## Demografía
Según la Oficina del Censo en 2000 los ingresos medios por hogar en la localidad eran de $35,236, y los ingresos medios por familia eran $53,208. Los hombres tenían unos ingresos medios de $40,770 frente a los $29,390 para las mujeres. La renta per cápita para la localidad era de $19,317. Alrededor del 20.6% de la población estaba por debajo del umbral de pobreza.

## Ciudades hermanadas
La ciudad de Corvallis ha firmado protocolos de hermanamiento de ciudades con:
- Gondar, Etiopía
- Úzhgorod, Ucrania